# Herzogobryum
Herzogobryum là một chi rêu trong họ Gymnomitriaceae.